# Famille de La Villéon
La famille de La Villéon est une famille subsistante de la noblesse française, originaire de Bretagne. Elle est aujourd'hui représentée par deux branches subsistantes: la branche de La Villegourio, d'extraction chevaleresque sur preuves de 1381 et la branche  de La Villevalio . Ces deux branches sont inscrites à l'ANF en 1934 et en 1949.

## Histoire
Des porteurs de ce nom sont cités dès l'an 1300 mais ne sont pas rattachés à la filiation prouvée. 
La famille de La Villéon a formé plusieurs branches apparentées. L'armorial de Bretagne de Guy Le Borgne édité en 1681 en fait état: « DE LA VILLÉON au Boisfeillet: Il y a eu un chancelier de Bretagne de cette Maison, et plusieurs seigneurs de cette famille se sont signalez en autre sous nos ducs par leurs bons et loyaux services, au Marais, évêché de Saint-Brieuc ».
La famille de La Villéon, dans ses différentes branches, a possédé les seigneuries de La Villegourio, de La Villéon, du Roscouet, de Kerforn, de Kergeon, des Marais, de La Ville-Méreuc, de Villepierre, du Frescheclos, de La Villevalio, de Boisfeillet, de La Ville-Audren, du Lindreux, etc.
La famille de La Villéon possède plusieurs propriétés, notamment depuis 1888 le château de Montmuran, dont la partie la plus ancienne date du XIIe siècle et dans la chapelle duquel Bertrand du Guesclin fut adoubé chevalier en 1354.

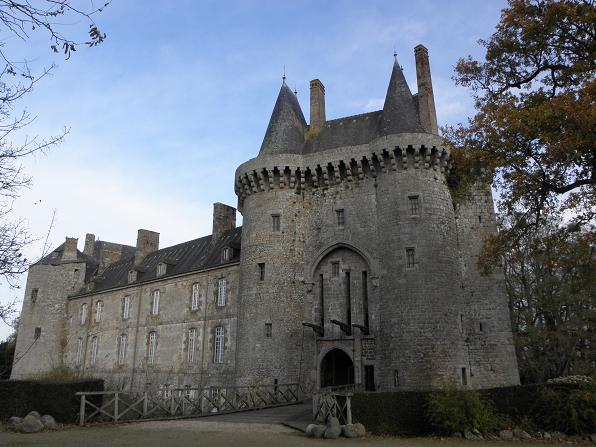
Château de Montmuran

## Branches
Raoul de Warren ne mentionne qu'une seule famille en mentionnant toutefois que le point de jonction entre les différentes branches n'est pas prouvé.

### Branches subsistantes

#### Branche de La Villegourio
La branche de La Villegourio, toujours existante aujourd'hui, remonte sa filiation prouvée à Jehan de La Villéon, qui ratifia le traité de Guérande en 1381 (cette branche est donc dite d'extraction chevaleresque). Son petit fils, Jahan de la Villéon, comparut à une montre de la noblesse de Bretagne en 1469. La ligne de La Villegourio, redivisée par la suite en plusieurs rameaux (de La Villegourio, du Roscouet, de Keforn, de Kergeon, etc), fut maintenue noble en 1669 lors de la Grande enquête sur la noblesse. Jean-Jacques de La Villéon fut à cette occasion considéré comme le chef de sa maison. Le rameau de La Villegourio fut admis aux États de Bretagne en 1768 et 1774, et fit ses preuves pour le service en 1781. Le rameau de Kerforn, éteint au XIXe siècle, fit ses preuves pour les Pages de La Dauphine en 1774. Le rameau de Kergeon fit ses preuves devant Chérin, en la personne de Désiré-René de La Villéon, chevalier de Saint-Louis, en 1785; et pour les demoiselles de Saint-Cyr en 1787.

#### Branche de La Villevalio
La branche de La Villevalio , dite aussi des Marais, toujours existante aujourd'hui, remonte sa filiation prouvée à Olivier de La Villéon, mort en 1444. Cette branche est donc considérée comme étant d'ancienne extraction. Cette branche, qui se divisa en deux rameaux, celui des Marais et celui de La Villevalio, fut maintenue noble en 1668. Le rameau des Marais fit ses preuves pour les demoiselles de Saint-Cyr en 1774 et pour le service en 1784. Le rameau de La Villevalio fit ses preuves pour l'Enfant Jésus en 1737. Deux membres de la branche de La Villéon de La Villevalio firent leurs preuves pour les écoles militaires en 1754.

### Branches éteintes

#### Branche de Boisfeillet
La branche de Boisfeillet, aujourd'hui éteinte, prouvait sa filiation depuis Rolland de La Villéon, qui ratifia le traité de Guérande en 1381 Elle fut maintenue noble en 1671 et se divisa en deux rameaux, celui de La Ville-Audren, éteint en 1790, et celui du Lindreux-Boifeillet, éteint en 1832.

## Personnalités
- Jacques de La Villéon, procureur général et chancelier de Bretagne de 1485 à 1487, sénéchal de Rennes, chambellan du duc. (branche de Boisfeillet)
- Jean Baptiste François de La Villéon (1740-1820), chevalier de Saint-Louis en 1775, il prend part à la Guerre d'indépendance des États-Unis[3], vice-amiral en 1814. (branche de La Villevalio)
- Toussaint Léonard de La Villéon (1766-1795), écuyer de Madame Victoire, lieutenant colonel au régiment d'Anjou, chevalier de Saint-Louis, fusillé par les troupes républicaines lors de l'expédition de Quiberon[3]. (branche de La Villevalio)
- Emmanuel de La Villéon (1858-1944), artiste peintre. (branche de La Villevalio)

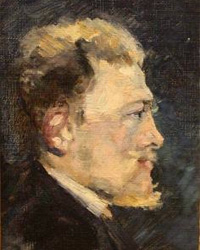
Emmanuel de La Villéon

## Armes, titre
La famille de La Villéon porte, selon les branches :
- Branche de La Villevalio : D'argent au houx arraché de sinople, au chef de sable, fretté d'or [7].
- Branche de La Villegourio : D'argent au houx arraché de sinople, au franc canton de sable, fretté d'or[7].

- Différences entre dessin et blasonnement.

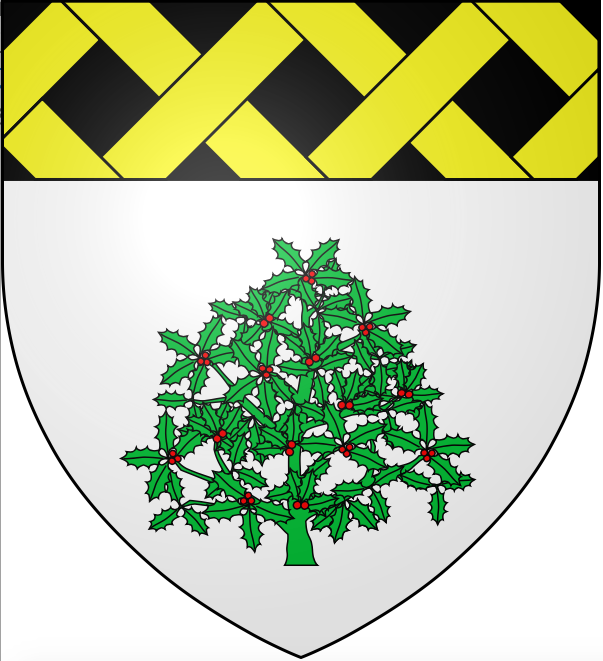
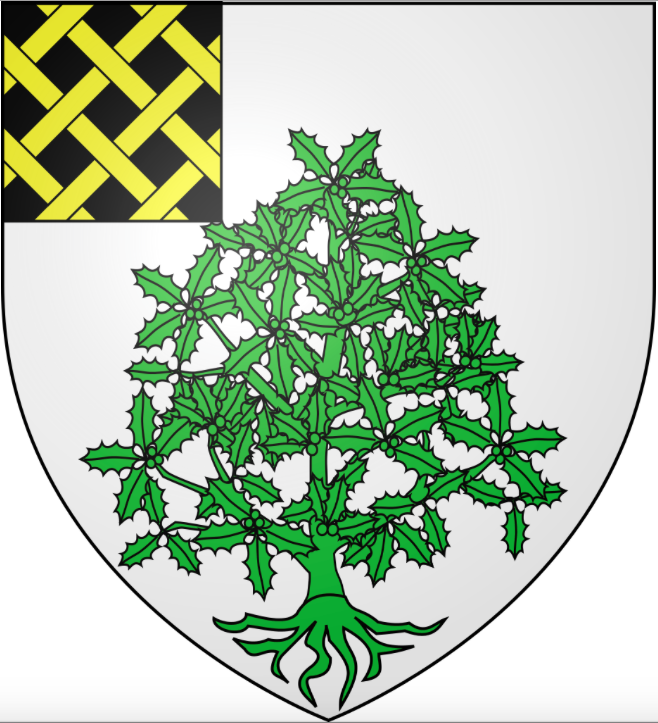

- Titre : comte (titre de courtoisie)

## Alliances

### Anciennes alliances
Allenou de La Villebasse, de Baudreuil, Bernot de Charant, de Boisgelin, Boschier de Laboulaye, de Bréant, Gautron, Glé de La Coastardais, Gourdel de Beaurepaire, Gouyon de Beaucorps, Gouyon de La Bouastardais, Gouyon de Launay-Gomatz, de Hillion, de Kerguezangar, de La Fresnaye, de La Hubaudière, de L'Argentaye, Le Moënne, Le Nepveu de La Villevalio, Lenfant, Le Noir, Le Normand de La Villenéen, Le Picard de Pélan, Le Sénéchal de Carcado, de Lesguern, de Lesquen, de Lorgeril, de Becdelièvre, du Boberil, de Mainbier, du Pontgrossard, Poullain, de Tréal, Van der Walen, de  Visdelou, Huvier du Mée, Walckenaer

### Alliances contemporaines
d'Aubert, de Chasteigner de La Rocheposay, de Chevigné, Colas des Francs, Geffroy de Villeblanche, Gourlez de La Motte, de La Bourdonnaye, de La Taille-Trétinville, de L'Estang du Rusquec, du Pré de Saint-Maur, Robert de Saint-Vincent, de Roquefeuil, Urvoy de Portzamparc, Richer de Forges, de Braquilanges, de Miniac, etc.

## Pour approfondir